# Vincente Danilo Echeverría Verdesoto
Vincente Danilo Echeverría Verdesoto (ur. 19 czerwca 1962 w Quito) – ekwadorski duchowny rzymskokatolicki, od 2006 biskup pomocniczy Quito.

## Życiorys
Święcenia kapłańskie przyjął 29 maja 1988 z rąk papieża Jana Pawła II. Inkardynowany do archidiecezji Quito, był m.in. kapelanem szpitalnym, wykładowcą i rektorem seminarium w Ibarra, a także sekretarzem synodu tamtejszej diecezji oraz wiceprzewodniczącym stowarzyszenia ekwadorskich seminariów.
7 czerwca 2006 został mianowany biskupem ponocniczym Quito ze stolicą tytularną Thibuzabetum. Sakry biskupiej udzielił mu 11 sierpnia 2006 abp Raúl Eduardo Vela Chiriboga.